# IC 4286
IC 4286 ist eine Spiralgalaxie vom Hubble-Typ S im Sternbild Wasserschlange. Sie ist schätzungsweise 438 Millionen Lichtjahre von der Milchstraße entfernt.

Im selben Himmelsareal befinden sich u. a. die Galaxien PGC 753004, PGC 754001, PGC 749454, PGC 751321.
Das Objekt wurde am 4. Mai 1904 von Royal Harwood Frost.